# Говорадло Анатолій Васильович
Анатолій Васильович Говорадло (22 червня 1960, Житомир) — український співак, музикант, автор пісень, Заслужений артист України.

## Із життєпису
У 1982 році закінчив навчання на Фізико-математичному факультеті Житомирського педагогічного інституту. З 1978 року грав у музичному колективі при молодіжному кафе. Після закінчення навчання працював у Житомирському інтернаті, тоді ж вступив до культурно-освітнього училища в Житомирі. Строкову службу проходив у Бердичеві в будинку офіцерів. Після служби працював у житомирському ресторані «Ялинка».
Захоплюється гірськолижним спортом, плаванням, важкою атлетикою, займається архітектурою та дизайном власного будинку. Родина: дружина Аліна та діти Оксана й Ігор. Діти також обрали музичну кар'єру. Проживає в Житомирі.

## Музична кар'єра
З 1987 року увійшов до складу вокально-інструментального ансамблю «Світязь» як гітарист. На початку 1990-х, внаслідок розпаду ВІА «Світязь», разом із Дмитром Гершензоном створив дует «Світязь».
Дует виступав в оригінальному жанрі музичної пародії. З 2000-го року учасники гурту вели на Першому Національному телеканалі жартівливу музичну програму «Ераплан». У 1996 році артисти записали пісню «Ні, я не ту кохав», яка вперше прозвучала у 1997 році. Перший альбом дуету мав таку ж назву. На початку 2000-х років дует співпрацював з гуртом «Тартак», у 2003 році «Ні, я не ту кохав» у спільному виконанні стала хітом. У 2013 році дует розпався, Анатолій Говорадло розпочав сольну кар'єру.